# باروخ بلومبرغ
باروخ صمويل بلومبرغ (بالإنجليزية: Baruch Samuel Blumberg)‏، ويعرف باسم باري بلومبرغ (28 يوليو 1925 - 5 أبريل 2011)، طبيب أمريكي، تقاسم جائزة نوبل في الطب عام 1976 مع كارلتون غايدوشك. رأس الجمعية الفلسفية الأمريكية منذ سنة 2005 وحتى وفاته.
حصل على جائزة نوبل «لاكتشافاته المتعلّقة بآليات جديدة لأصل الأمراض المعدية وكيفية انتشارها.» تعرّف بلومبرغ على فيروس التهاب الكبد ب، وطور في وقت لاحق الاختبار الذي يسمح بتشخيصه ولقاحه.

## مسيرته العلمية
سافر بلومبرغ طوال خمسينيات القرن الماضي حول العالم لأخذ عينات من دم الإنسان، بهدف دراسة الاختلافات الوراثية عند البشر، مع التركيز على معرفة سبب إصابة بعض الأشخاص بمرض ما في بيئة معينة، في حين لا يُصاب البعض الآخر به. اكتشف بلومبرغ مولد ضد سطحي لالتهاب الكبد ب في دم أحد السكان الأصليين الأستراليين في عام 1964، أثناء دراسته «لليرقان الأصفر» (التهاب الكبد)، وأطلق عليه في البداية اسم «مولد الضد الأسترالي». أثبت عمله لاحقًا أن الفيروس يمكن أن يسبب سرطان الكبد. تمكن بلومبرغ وفريقه من تطوير اختبار فحص فيروس التهاب الكبد ب، لمنع انتشاره عند التبرع بالدم، ثم استطاعوا تطوير لقاح له. وزع بلومبرغ لاحقًا براءة اختراع لقاحه بشكل مجاني من أجل تعزيز توزيع شركات الأدوية له. أدى نشر اللقاح إلى خفض معدل الإصابة بالتهاب الكبد ب لدى الأطفال في الصين من 15% إلى 1% خلال 10 سنوات.
أصبح بلومبرغ في عام 1964 عضوًا في معهد أبحاث السرطان (ICR) التابع لمعهد أبحاث مستشفى لانكيناو في فيلادلفيا، والمعروف اليوم باسم معهد لانكيناو للبحوث الطبية (LIMR)، والذي انضم لاحقًا إلى مركز فوكس تشيس للسرطان في عام 1974، ثم حصل بلومبرغ على رتبة أستاذ جامعي في الطب والأنثروبولوجيا في جامعة بنسيلفانيا منذ عام 1977. حصل بلومبرغ -بالتزامن مع عمله السابق- على منصب عميد كلية باليول في جامعة أوكسفورد منذ عام 1989 وحتى عام 1994. انتُخب زميلًا في الأكاديمية الأمريكية للفنون والعلوم في عام 1994. كان أيضًا مديرًا لمعهد علم الأحياء الفلكية في ناسا في مركز أميس للأبحاث في موفيت فيلد، كاليفورنيا منذ عام 1999 وحتى عام 2002.
شارك بلومبرغ في عام 1992 في تأسيس مؤسسة التهاب الكبد ب (HBF)، وهي منظمة غير ربحية مكرسة لإيجاد علاج لالتهاب الكبد ب وتحسين حياة المصابين بالتهاب الكبد ب في جميع أنحاء العالم. خدم في المجلس الاستشاري العلمي والطبي منذ عام 1992 وحتى وفاته في عام 2011 باعتباره باحثًا مميزًا. كان حضور بلومبرغ منتظمًا وملهمًا في مؤسسة التهاب الكبد ب، حيث امتلك مكتبًا في المؤسسة في دوليستاون، بنسيلفانيا.[بحاجة لمصدر]
حصل بلومبرغ على جائزة غولدن بليت من أكاديمية الإنجاز الأمريكية في عام 2000. عُين بلومبرغ عضوًا في مجلس علماء مكتبة الكونغرس، وهي هيئة من العلماء المتميزين الذين يقدمون المشورة لأمين مكتبة الكونغرس. عمل بلومبرغ في المجلس حتى وفاته.

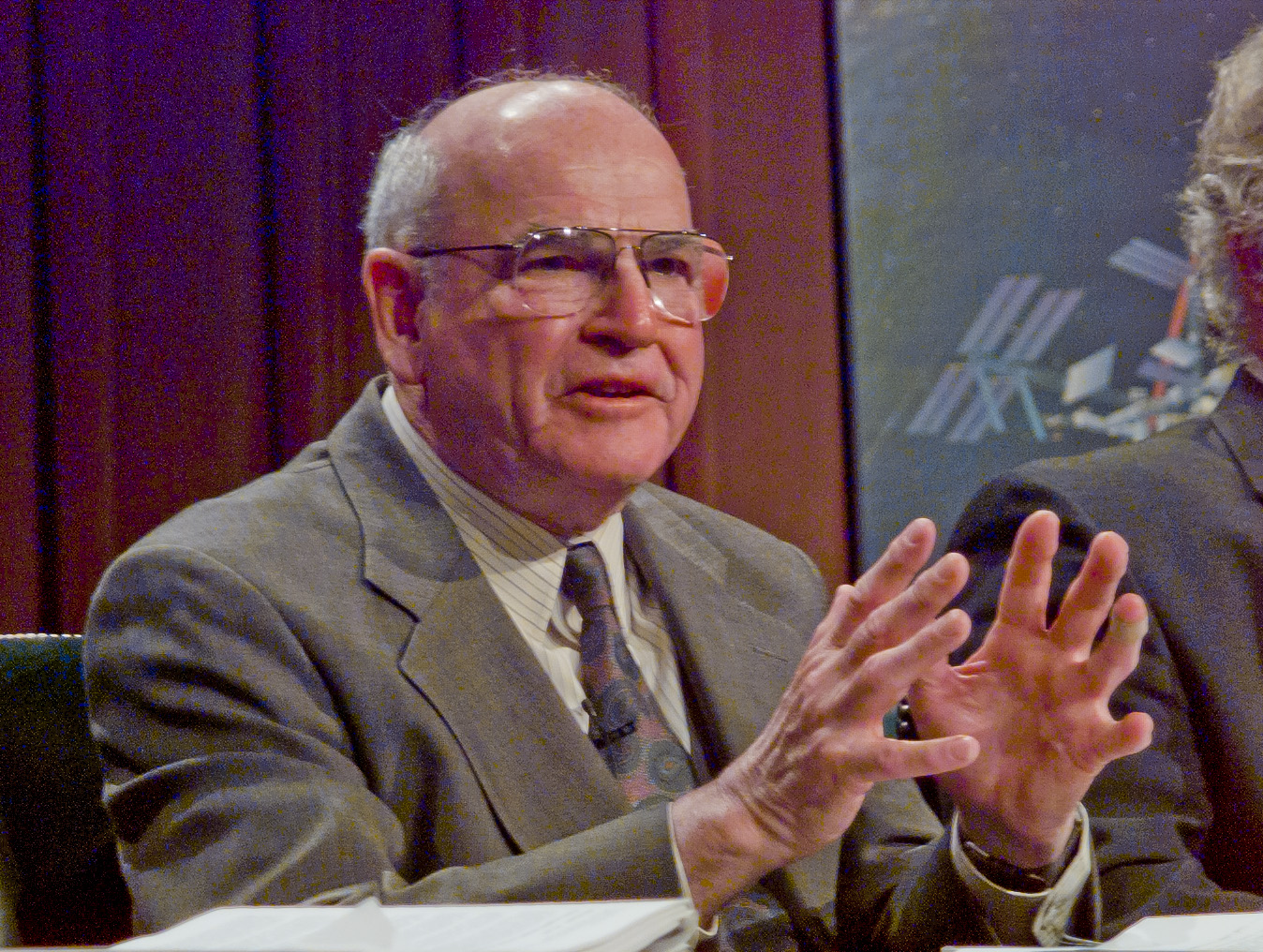
باروخ صموئيل بلومبرج عام 1999 في وكالة ناسا

عُيّن بلومبرغ رئيسًا للمجلس الاستشاري العلمي لشركة العلاجات المتحدة (يونايتد ثيرابيوتيكس) في نوفمبر من عام 2004، وهو المنصب الذي شغله حتى وفاته. عقد بلومبرغ -بصفته رئيسًا- ثلاثة «مؤتمرات حول تكنولوجيا الطب النانوي والطب عن بُعد»، بالإضافة إلى توجيه شركة التكنولوجيا الحيوية هذه نحو تطوير دواء واسع النطاق مضاد للفيروسات.[بحاجة لمصدر]